# Cellio
Cellio là một đô thị ở tỉnh Vercelli trong vùng Piedmont thuộc Ý, có cự ly khoảng 80 km về phía đông bắc của Torino và khoảng 45 km về phia bắc của Vercelli. Tại thời điểm ngày 31 tháng 12 năm 2004, đô thị này có dân số 898 người và diện tích là 10 km².
Đô thị Cellio có các frazioni (đơn vị cấp dưới, chủ yếu là các làng) Agua, Carega, Allera, Merlera, Valmonfredo, Viganallo, Cosco, Arva, Crabia, Forcola, Maddalena, Mollie, Casaccia, Tairano, Mascherana, Casa Resegotti, Cerchiera, Agarla, Bosco, Zagro, Baltegora, Sella, Culagna, Camo, và Fronto.
Cellio giáp các đô thị: Borgosesia, Breia, Madonna del Sasso, Quarona, và Valduggia.